# Рейд на Шарлоттаун (1775)
Рейд на Шарлоттаун — военная акция, совершённая 17-18 ноября 1775 года двумя американскими каперами из полка Марблхед . В ходе рейда был разграблен Шарлоттаун, столица острова Принца Эдуарда, тогда называвшийся островом Святого Иоанна. Нападение каперов побудило губернатора Новой Шотландии Фрэнсиса Легга объявить военное положение. Несмотря на успех рейда, Джордж Вашингтон немедленно освободил старших колониальных чиновников, которых каперы привезли в качестве пленников в Кембридж, штат Массачусетс.

## Предыстория
Во время американской революции Новая Шотландия часто подвергалась нападениям со стороны мятежников и французских каперов, которые наносили ущёрб морской экономике региона. Они совершали набеги на прибрежные поселения, включая Ливерпуль и Аннаполис-Ройял.
В октябре 1775 года британскими войсками был сожжён Фалмут, ныне Портленд, штат Мэн. В ответ на действия британцев генерал Вашингтон реквизировал две шхуны из полка Марблхед Джона Гловера для каперства. Гловер завербовал своего зятя капитана Николсона Броутона на Hancock и капитана Джона Селмана на Franklin. Они получили приказ перехватить два брига с оружием из Англии, прибывающих в реку Святого Лаврентия. Вместо того чтобы следовать приказу в рискованном морском сражении, два капера искали более удобную, легальную добычу у мыса Кансо, взяв пять призов сомнительной законности. Каперы услышали, что британцы вербуют на острове Святого Иоанна, и решили атаковать его.

## Рейд
Селман и Бротон собрали сведения о том, что губернатор острова Сент-Джон набирает людей для участия в войне против американцев, и решили атаковать. В результате Бротон направился в Шарлоттаун.
17 ноября оба капитана высадились с двумя группами по шесть человек каждая. Они взяли двух пленных, исполняющего обязанности губернатора Филлипса Коллбека и генерального инспектора Томаса Райта, для возможного обмена на американских патриотов, пленных в Квебеке. Они разграбили дом Коллбека, опустошили его склады, забрали серебряную печать колонии и комиссию губернатора Паттерсона, а также разграбили дом Паттерсона.
Селман и Бротон также безуспешно искали жен Коллбека и старшего флотского командира капитана Дэвида Хиггинса, обеих дочерей видных бостонских лоялистов. Жена Коллбека была дочерью Натаниэля Коффина-младшего, который несколькими месяцами ранее приказал вырубить Дерево Свободы на Бостонском Коммоне. Жена Хиггинса была дочерью Джоба Принса из Бостона.
Прежде чем уйти, каперы заклепали пушки в форте.

## Последствия
Каперы взяли также в плен капитана Дэвид Хиггинса, который был захвачен на своей шхуне Lively 23 ноября в проливе Кансо. На борту находились священник губернатора преподобный Теофил Дебрисэй и член совета Джон Рассел Спенс, которых недолго держали под стражей, но вскоре освободили. Хиггинса и двух других пленных доставили в американскую штаб-квартиру в Кембридже, штат Массачусетс, через Уинтер-Харбор, штат Мэн. По пути они участвовали в рейде на Ярмут, Новая Шотландия (1775).
Вашингтон, который хотел, чтобы колонии восставали по собственной воле, а не путем запугивания, подверг цензуре каперов за заключение в тюрьму правительственных чиновников без разрешения и освободил их. Действия каперов поддержал Джон Адамс (член комитета по формированию флота), заявив, что они, возможно, «заслуживают порицания за то, что идут вразрез с (их) приказами, но я думаю, что в целях справедливости по отношению к нам мы должны арестовать каждого (лоялистского) офицера на службе правительства, где бы они ни находились». Спустя годы, когда Селман ушел в отставку, вице-президент Соединенных Штатов Элбридж Джерри положительно переоценил его вклад в военные действия и подписал свое письмо: «С большим уважением и почтением, Э. Джерри».
Каллбек вернулся и стал командующим полка добровольцев Сент-Джона в Войне за независимость, вложив значительные средства в оборону острова. Позже полк добровольцев Сент-Джона был назван Корпусом Фаннинга Островных добровольцев Сент-Джона, а затем, в 1799 году, Корпусом защиты острова Принца Эдуарда.
Каперы продолжали атаковать на протяжении всей войны, и лоялисты были перенаправлены с острова, чтобы обосноваться в Луисбурге. В августе 1777 года два капера вторглись в Сент-Питерс и убили скот.